# Vicente Calvo Acacio
Vicente Calvo Acacio (València, 1869-1953), també conegut com Vicent Calvo i Acacio, va ser un periodista, escriptor i crític literari.
Va ser promotor de les publicacions Revista de Levante (1904) i Piña levantina (1907), ambdues de curta durada. En eixa època també és director d'El Noticiero, d'ideologia liberal moretista.
El 1907 passa a ser director d'El Correo de Valencia, i tres anys després col·labora amb Tierra y Libertad, La Época i Las Provincias.
Va ser director de la Comissaria Regia per a l'Agricultura de la província de València, un càrrec des del qual va promoure la creació de Casinos-Escoles per fomentar la instrucció dels llauradors.
El 1949 és un dels deu fundadors de l'Associació d'Amics de la Poesia de València. Entre les seues obres hi ha el llibre de poemes Serojo, les novel·les Novelas Cortas, Fortaleza, Humanidad i Los Reyes Mudos. Va deixar inèdit l'assaig Escritores valencianos contemporáneos.